# Магвас, Ивонне
Ивонне Магвас (нем. Yvonne Magwas; род. 28 ноября 1979, Родевиш, Германия) — немецкий политик, член Христианско-демократического союза.

## Образование и профессия
Ивонне Магвас выросла в Фогтланде в городах Фалькенштейн и Ауэрбах. В 1998 году окончила местную гимназию имени Гёте. С 1999 года изучала социологию, психологию и управление бизнесом в Хемницком Техническом Университете. В тот период она также учредила компанию с целью посредничества при поиске стажировок и проведения исследования в сфере кадровых ресурсов и совершенствования организационной структуры.
Ивонне Магвас закончила обучение в 2006 году с дипломом социолога. С 2005 по 2013 год возглавляла аппарат депутата Бундестага Роберта Хохбаума.

## Политическая деятельность
В 1998 году Ивонне Магвас вступила в Молодёжный Союз Германии, а в 2001 году В Христианско-демократический союз (ХДС). С 2001 по 2006 год была председателем окружного собрания Молодежного Союза в Фогтланде, а также с 2003 по 2008 год была членом правления Молодёжного Союза в Саксонии. Начиная с 2008 года она является заместителем председателя ХДС административного округа Фогтланд.
На местных выборах, проводимых в 2003 в городе Ауэрбах, была выбрана членом местного совета городов Ауэрбах (до 2009 года) и в Фогтланде (до 2005 года). На парламентских выборах в 2013 году, будучи в то время на 12 месте в региональном списке ХДС, Ивонне Магвас была избрана членом Бундестага, национального парламента Федеральной Республики Германии. В Бундестаге, она стала полноправным членом комитета по охране окружающей среды, строительству и радиационной безопасности, а также членом комитета культуры и медиа.
В парламентских выборах 2017 года Магвас выдвинула свою кандидатуру в качестве представителя ХДС в избирательном округе Фогтланд, и, одержав победу, стала членом парламента и преемником её бывшего шефа Роберта Хохбаума. Она осталась членом комитета по вопросам культуры и медиа, и вступила в состав комитета образования, исследования и оценки последствий технического развития. 22 февраля 2018 года, Магвас была избрана председателем «Группы Женщин» во фракции ХДС/ХСС немецкого бундестага.

## Источник
- Биография (нем.)
- Официальный сайт Магвас Ивонне (нем.)